# Alcoveria brevis
Alcoveria brevis és una espècie de peix sarcopterigi prehistòric relacionat amb el celacant que visqué durant el període Triàsic.
El 1994, l'exemplar original d'Alcoveria brevis conservat al Museu d'Alcover fou regalat per error a l'aleshores President de la Generalitat de Catalunya, Jordi Pujol, però fou retornat el 2006.